# بنكرياس منتبذ

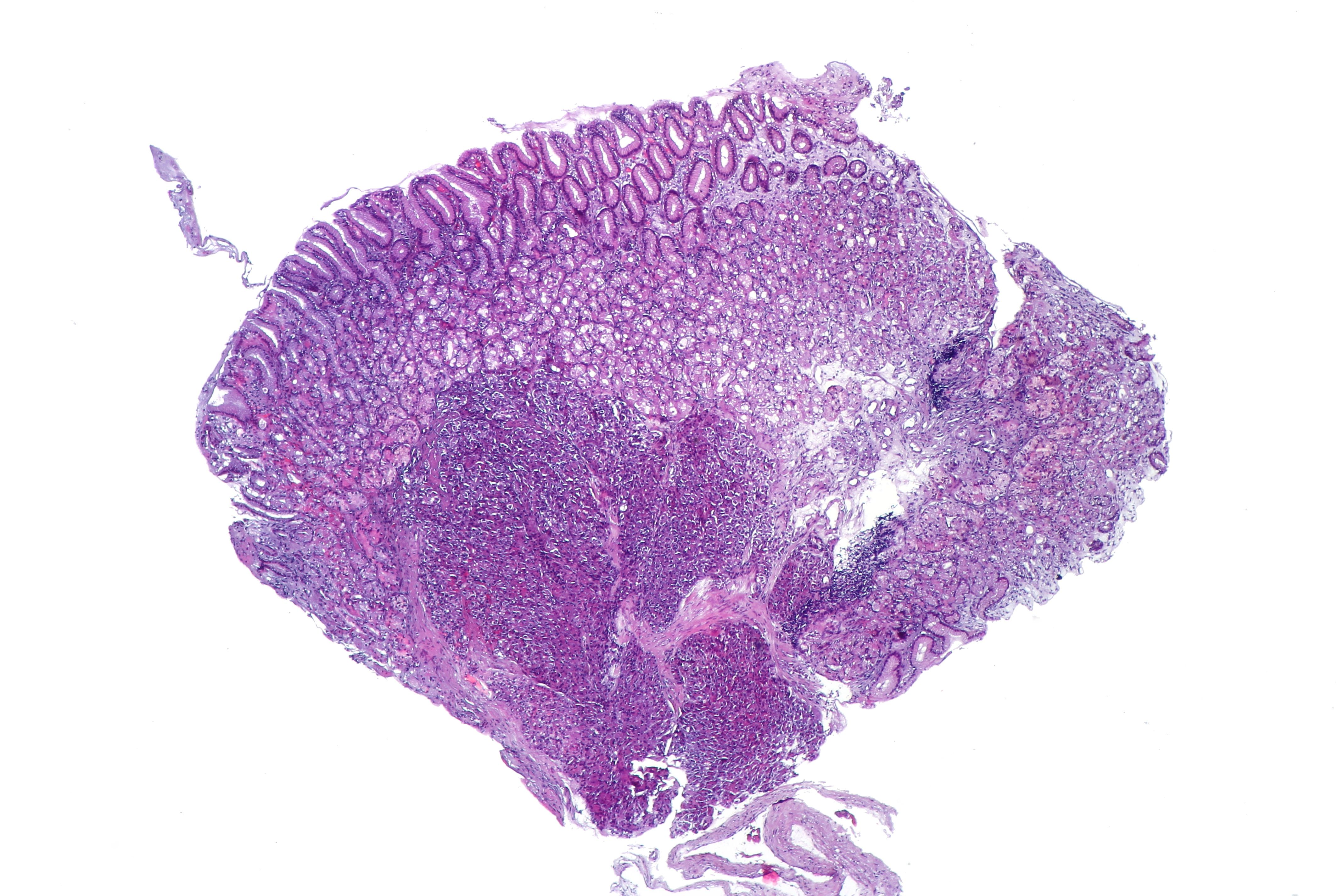

البنكرياس المنتبذ هو خلل تشريح ينمو فيه نسيج البنكرياس خارج موضعه الطبيعي وبدون توصيلات وعائية أو تشريحية بالبنكرياس. هو مرض خلقي ويعرف كذلك باسم بنكرياس مغاير الموضع، أو بنكرياس ملحق، أو بنكرياس شاذ.